# Фернандо Луго
Фернандо Арминдо Луго Мендес (рођен 30. маја 1951. године у Сан Педро дел Парани) је парагвајски политичар и бискуп римокатоличке цркве. После победе на председничким изборима априла 2008. године, постао је председник Парагваја. Парламент Парагваја га је 21. јуна 2012. присилио на оставку, што је већина латиноамеричких влада прогласила незаконитим чином.